# Enriqueta Moix i Maré
Enriqueta Moix i Maré (Montblanc, Conca de Barberà, 28 d'agost de 1961) és una escriptora catalana.
És membre de l’Associació d’Escriptors de Llengua Catalana, i fundadora de l’Associació Literària l’Escarritx. Col·labora en publicacions locals i activitats culturals.
Ha rebut el primer Premi Grau Miró de Haiku de Barcelona (2006 i 2007), Menció d'Honor al Premi Mn. Narcís Saguer de Poesia de Vallgorguina (2007), Finalista Premi Joan Santamaria de Barcelona (2009), Finalista Premi Victor Mora de l'Escala (2012), 1r Premi al concurs de poesia Vimbodi i Poblet (2013), el 1r Premi de poesia al XXIX Certamen literari del Foment Martinenc de Barcelona (2014), el 1r Premi de poesia al XXIX Certamen Sagrada Família (2016), 1r Premi de narrativa curta de Filx (2020), Premi especial de Prosa dels XXV Jocs Florals Vila de Gràcia.

## Obra
Ha publicat en solitari:
- Empremtes al glaç, 2008, poesia
- Esglaons de pètals, 2009, poesia
- Capvespre al parc, 2010, poesia, editorial Omicron.
- Mis pies descalzos, 2011
- Una diva entre boires, 2013, novel·la, Abadia Editors
- Efectes col·laterals, 2014, poesia, Editorial Meteora
- Remembrances d'una existència, 2015, prosa, Ushuaia edicions
- El secret del refugi del llop, novel·la, 2016, Editorial El toll

- Desfent camí, 2016, Editorial Comte d'Aure
- Crepuscles primaverals, 2017, Editorial Comte d'Aure
- Pedaç a pedaç, 2018, Editorial El toll
- El darrer llegat, 2020, Editorial El toll
- Musicología aplicada, 2020, Stonberg Editorial
- Les cartes del celler, 2021, Editorial El toll
- L'apotecari, 2023, Pagès Editors
- Camp de llunes, 2024, Edicions Forment
- "El gemec silenciat", 2024, Terra Ignota ediciones.

També ha editat relats i poemes en llibres col·lectius i antologies.